# 洵州
洵州，中国古代的州。
西魏废帝以巴州改名，治所在洵阳县（今陕西旬阳县北洵河北岸）。辖境相当今陕西省安康市东部一带。隋朝时废。唐朝武德元年（618年）复置，下辖洵阳县、驴川县（今陕西旬阳县吕河镇）、洵城县（今陕西旬阳县赵湾镇田家湾）。武德七年（624年）废，三县改属金州。 
洵州刺史
- 萧俨（618年—624年）